# Resolutie 1302 Veiligheidsraad Verenigde Naties
Resolutie 1302 van de Veiligheidsraad van de Verenigde Naties werd op 8 juni 2000 unaniem aangenomen door de VN-Veiligheidsraad.

## Achtergrond
Op 2 augustus 1990 viel Irak zijn zuiderbuur Koeweit binnen en bezette dat land. De Veiligheidsraad veroordeelde de inval onmiddellijk en later kregen de lidstaten carte blanche om Koeweit te bevrijden. Eind februari 1991 was die strijd beslecht en legde Irak zich neer bij alle aangenomen VN-resoluties. In 1995 werd met resolutie 986 het
olie-voor-voedselprogramma in het leven geroepen om met olie-inkomsten humanitaire hulp aan de Iraakse bevolking te betalen.

## Inhoud

### Waarnemingen
Volgens de Veiligheidsraad bleef het noodzakelijk de bevolking van Irak humanitaire steun te verlenen tot het land onder meer aan resolutie 687 voldeed. Pas dan kon de Raad de sancties van resolutie 661 opheffen. Verder moest die humanitaire steun gelijk verdeeld worden over de bevolking in heel het land.

### Handelingen
De provisies van resolutie 986 – het olie-voor-voedselprogramma – werden nogmaals verlengd met 180 dagen, met ingang op 9 juni. De totaalsom waarvoor landen Iraakse olie mochten importeren werd vastgesteld op het door de secretaris-generaal aanbevolen bedrag van US$5.206.440.288. Van dat bedrag moest 13% gebruikt worden voor paragraaf °8 (b) van resolutie 986 (humanitaire goederen).
De secretaris-generaal werd gevraagd te rapporteren of die olie-inkomsten volstonden om aan Iraks humanitaire noden te voldoen. Verder mag ook opnieuw tot US$600 miljoen gebruikt worden om contracten goedgekeurd met resolutie 1175 (onderdelen voor de olie-industrie) te betalen. Ook werd de schorsing van de verplichting om elke 90 dagen US$10 miljoen aan herstelbetalingen aan Koeweit te doen een laatste keer geschorst gedurende de 180 dagen.

## Verwante resoluties
- Resolutie 1284 Veiligheidsraad Verenigde Naties (1999)
- Resolutie 1293 Veiligheidsraad Verenigde Naties
- Resolutie 1330 Veiligheidsraad Verenigde Naties
- Resolutie 1352 Veiligheidsraad Verenigde Naties (2001)

Lijst ·  1285 ·  1286 ·  1287 ·  1288 ·  1289 ·  1290 ·  1291 ·  1292 ·  1293 ·  1294 ·  1295 ·  1296 ·  1297 ·  1298 ·  1299 ·  1300 ·  1301 ·  1302 ·  1303 ·  1304 ·  1305 ·  1306 ·  1307 ·  1308 ·  1309 ·  1310 ·  1311 ·  1312 ·  1313 ·  1314 ·  1315 ·  1316 ·  1317 ·  1318 ·  1319 ·  1320 ·  1321 ·  1322 ·  1323 ·  1324 ·  1325 ·  1326 ·  1327 ·  1328 ·  1329 ·  1330 ·  1331 ·  1332 ·  1333 ·  1334